# Der tiefere Sinn des Labenz
Der tiefere Sinn des Labenz ist der Titel eines humoristischen Buches von Douglas Adams, John Lloyd und Sven Böttcher. Das Buch spielt mit den Namen von Städten und Dörfern, indem es diesen Namen neue Bedeutungen zuweist.
Das Buch ist Böttchers Übertragung des Werks The (Deeper) Meaning of Liff der britischen Autoren Adams und Lloyd auf Ortsnamen, die im deutschsprachigen Raum eine adäquate komische Wirkung haben. In Einzelfällen ersetzt Böttcher Einträge durch komplette Neuschöpfungen.
Labenz selbst ist der Name von zwei Orten in Schleswig-Holstein und Ostpreußen sowie von zwei Ortsteilen der Stadt Warin in Mecklenburg-Vorpommern (Groß Labenz, Klein Labenz).

## Beispiele (Zitate)
Laax, das
Geräusch, das beim Lösen eines sonnenverbrannten Oberschenkels von einem Plastikliegestuhl erklingt.
Isny, der
Maßeinheit. Definiert als die Zeit, die vergeht, bis man in der Fotoabteilung eines Kaufhauses bedient wird. Auch: Zeitraum bis zur Abschaffung der Einkommensteuer oder zur Wiederkunft Christi.
(Engl.) Ainsworth (n.)
The length of time it takes to get served in a camera shop. Hence, also, how long we will have to wait for the abolition of income tax or the Second Coming.
Uppsala, das
Jeder Gegenstand, über den man nüchtern nie und nimmer gestolpert wäre.
Ohne Entsprechung im englischen Original
Axalp, das
Jenes Rad eines Einkaufswagens, das den anderen dreien zwar aufs Haar gleicht, den Wagen jedoch vollkommen manövrierunfähig macht.
(Engl.) Lochranza (n.)
The long unaccompanied wail in the middle of a Scottish folk song where the pipers nip round the corner for a couple of drinks.
Ohne Entsprechung in der deutschen Version.

## Werkgeschichte
- Douglas Adams, John Lloyd: The Meaning of Liff, Pan Books, London 1983, ISBN 0-330-28121-6
- Douglas Adams, John Lloyd: The deeper Meaning of Liff, Pan Books, London 1990, ISBN 0-330-32220-6
- Sven Böttcher: Der tiefere Sinn des Labenz. Das Wörterbuch der bisher unbenannten Gegenstände und Gefühle, Rogner & Bernhard, Frankfurt/M. 1999, ISBN 3-8077-0262-8
- Douglas Adams, John Lloyd, Sven Böttcher: Der tiefere Sinn des Labenz. Das Wörterbuch der bisher unbenannten Gegenstände und Gefühle, Wilhelm Heyne, München 2004, ISBN 3-453-87960-0, ISBN 978-3-453-87960-7 [enthält Der Tiefere Sinn des Labenz auf Deutsch sowie The Deeper Meaning of Liff auf Englisch]